# Cecropia chlorostachya
Cecropia chlorostachya är en nässelväxtart som beskrevs av C.C.Berg och P.Franco. Cecropia chlorostachya ingår i släktet Cecropia och familjen nässelväxter. Inga underarter finns listade i Catalogue of Life.